# Tonga (språk)
Tonga är ett bantuspråk talat huvudsakligen av Tongafolket i Zambia och Zimbabwe. Det finns även vissa talare i Moçambique.